# Mario Watts
Ne doit pas être confondu avec Marvin Watts.
Mario Watts (né le 21 mai 1975) est un athlète jamaïcain spécialiste du 400 mètres haies. 

## Biographie
Il détient conjointement avec Orville Taylor, Brandon Simpson et Danny McFarlane, le record des championnats CAC du relais 4 × 400 mètres avec 3 min 00 s 83 réalisés lors de l’édition 2001 de Guatemala.

### Palmarès
| Date | Compétition                   | Lieu           | Résultat | Épreuve     | Performance        |
| ---- | ----------------------------- | -------------- | -------- | ----------- | ------------------ |
| 1994 | Championnats du monde juniors | Lisbonne       | 2e       | 4 × 400 m   | 3 min 04 s 12      |
| 2001 | Championnats CAC              | Guatemala City | 1er      | 400 m haies | 49 s 31            |
| 2001 | Championnats CAC              | Guatemala City | 1er      | 4 × 400 m   | 3 min 00 s 83 (CR) |
| 2001 | Championnats du monde         | Edmonton       | 2e       | 4 × 400 m   | —                  |

### Records
| Épreuve     | Performance | Lieu         | Date             |
| ----------- | ----------- | ------------ | ---------------- |
| 400 m haies | 49 s 08     | Indianapolis | 1er juillet 2000 |